# Микроурании
Микроура́нии (лат. Microurania) — род примитивных терапсид из подотряда дейноцефалов, единственный в семействе Microuraniidae. Жили во времена «средней» перми (268,0—252,3 млн лет назад) на территории современной Оренбургской области (Россия).
Род описан М. Ф. Ивахненко в 1995 году из нижнетатарских пермских отложений Приуралья. Входит в Ишеевский фаунистический комплекс.

## Описание
Мелкое животное, с длиной черепа около 5 см. Череп имеет поверхностное сходство с черепом биармозухий. Морда высокая, кости черепа скульптированы, развит минимальный пахиостоз крыши черепа. «Клыки» небольшие, щёчные зубы зазубрены, довольно многочисленны. Резцы с «пяткой», увеличены. Вероятно, всеядные животные, с переходом к растительноядности.

## Классификация
На октябрь 2017 года в род включают 2 вымерших вида:
- Microurania mikia Ivakhnenko, 2003
- Microurania minima Ivakhnenko, 1995typus